# Slowakische Literatur
Slowakische Literatur ist die Literatur in slowakischer Sprache im engeren Sinn und auf dem Gebiet der heutigen Slowakei entstandene Literatur im weiteren Sinn.

## Erste schriftliche Denkmäler
Die ältesten bekannten schriftlichen Zeugnisse auf dem Gebiet der heutigen Slowakei – wenn auch keine literarischen – stellen Aufschriften auf keltischen Münzen dar, welche mehr als 2000 Jahre alt sind. Der erste Autor eines literarischen Werkes, welches auf dem Gebiet der Slowakei geschrieben wurde, war der römische Kaiser Marcus Aurelius. Während seiner Feldzüge gegen die Quaden im Jahr 174 verfasste er am Ufer des Flusses Grannus (Hron) sein philosophisches Werk Ta eis heauton („Selbstbetrachtungen“).

## Altslawische Literatur
Die ersten heimischen Literaturzeugnisse entstanden zur Zeit des Mährerreiches. Als Verdienst der beiden Slawenmissionare Kyrill und Method entstand im 9. Jahrhundert eine neue slawische Schrift, die Glagoliza (slowakisch: hlaholika), welche die Entwicklung von Schrifttum und Literaturwerken in altslawischer Sprache ermöglichte. Diese kulturelle Tradition des Großmährischen Reichs war jedoch jahrhundertelang durch die Verwendung der lateinischen Sprache als Amtssprache im Königreich Ungarn sowie – nach der Reformation – durch das Vordringen der tschechischen Sprache (sog. „Bibeltschechisch“) verschüttet, die von den katholischen Slowaken nicht als Fremdsprache, sondern als hochsprachliche Form ihres eigenen Dialekts betrachtet und als Schriftsprache genutzt wurde. Erst im 19. Jahrhundert wurden diese frühen Traditionen wiederentdeckt.

## Nationale Erneuerung

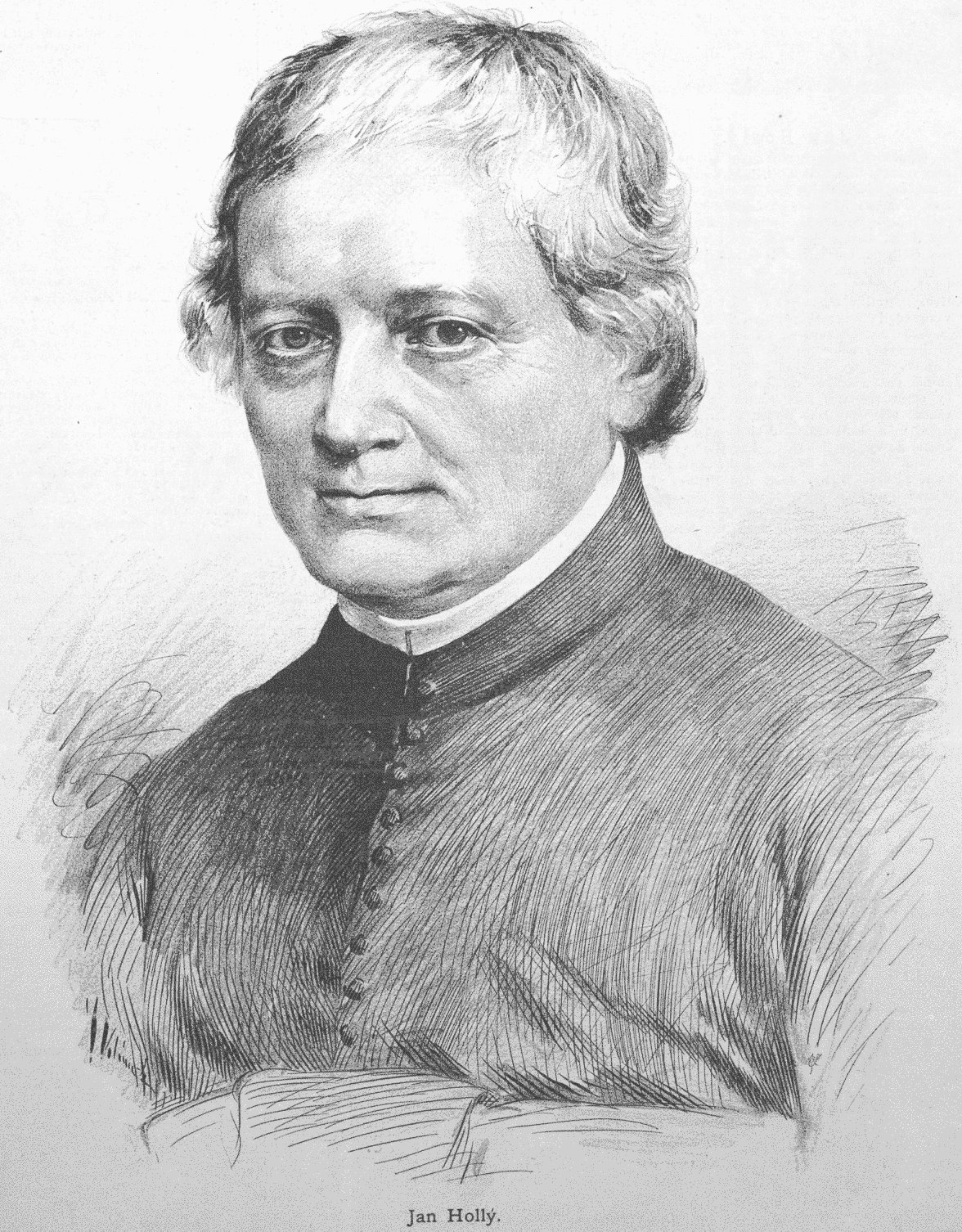
Ján Hollý (1785–1849)

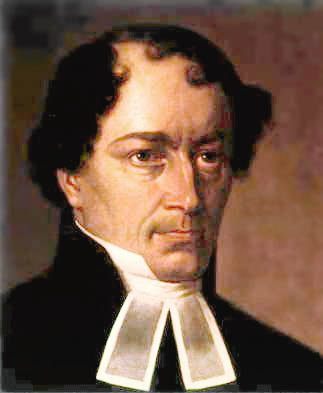
Ján Kollár (1793–1852)

## Realismus und Naturalismus

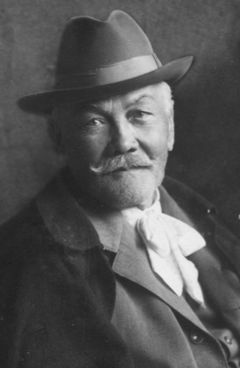
Pavol Országh Hviezdoslav (1849–1921)

## Moderne

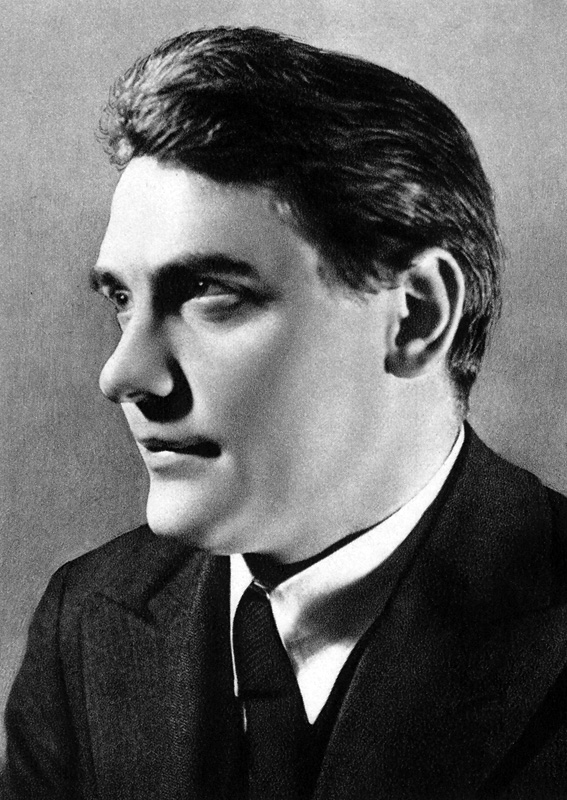
Ladislav Novomeský (1904–1976)

## Literatur unter dem Sozialismus

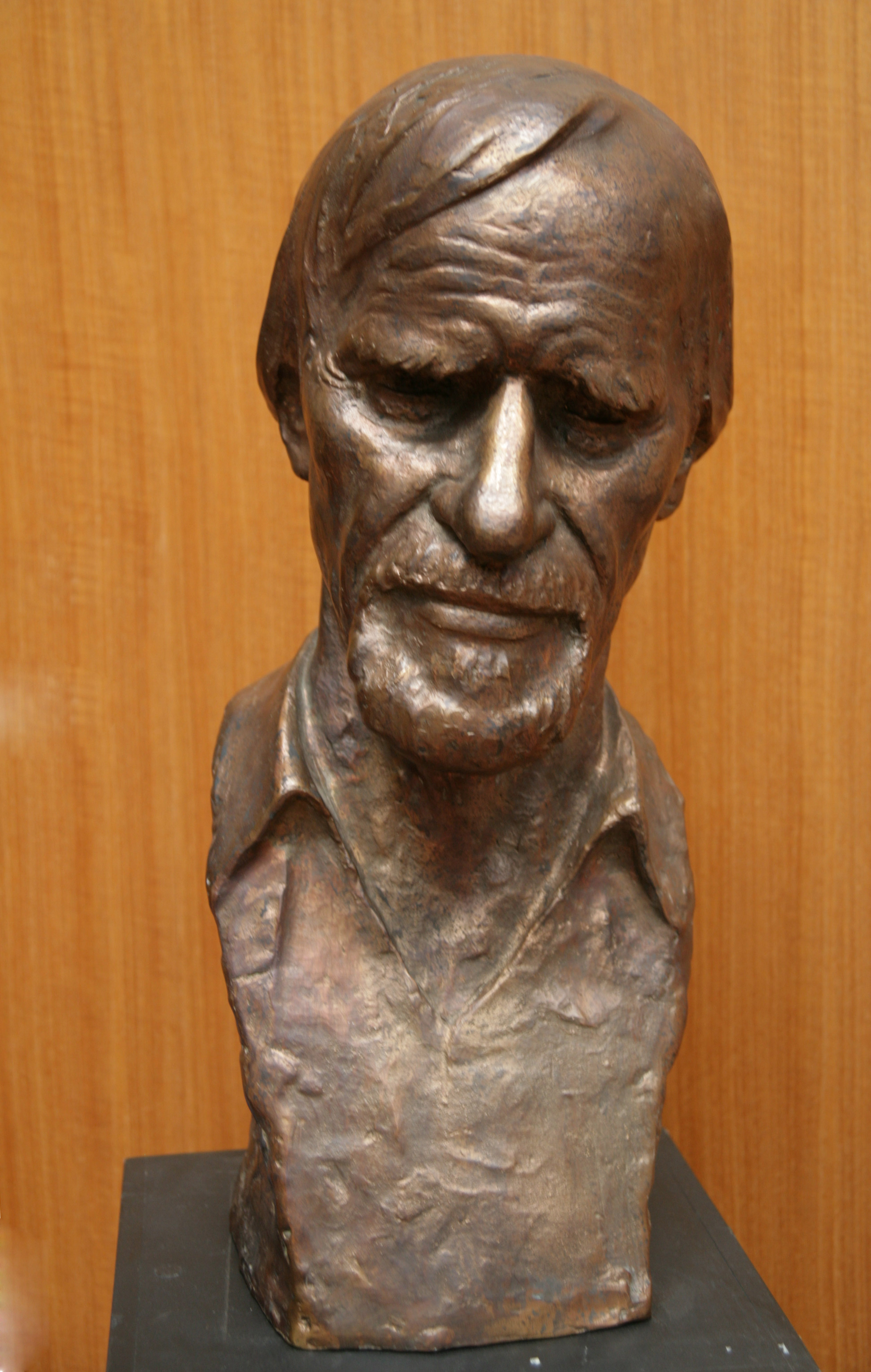
Büste von Milan Rúfus (1928–2009)